# Hermann Abeking
Hermann Erneste Abeking (* 26. August 1882 in Berlin; † 4. Juli 1939 ebenda) war ein deutscher Maler, Grafiker und Illustrator.

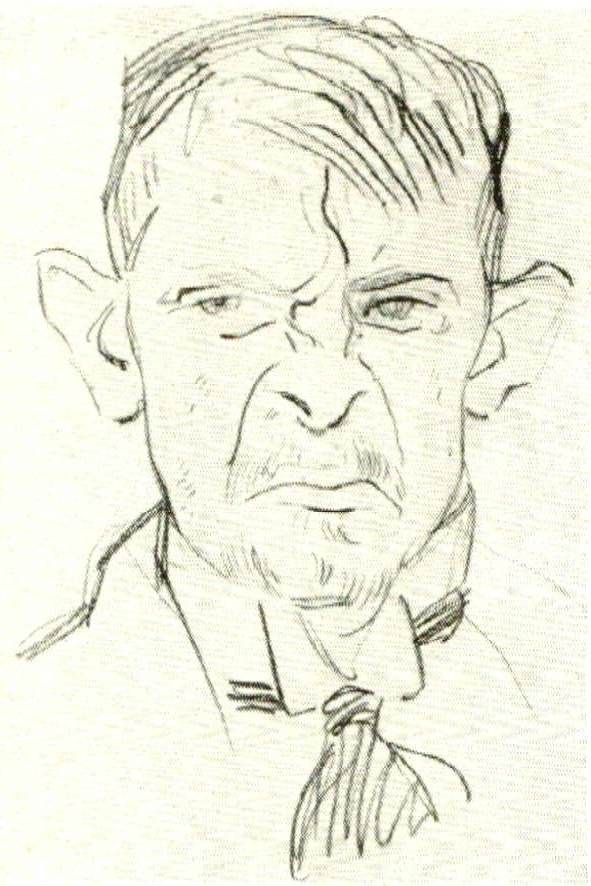
Selbstporträt (um 1910)

## Leben
Hermann Abeking wurde 1882 als zweiter Sohn des Premierlieutenants im Berliner Garde-Train-Bataillon Hermann George Louis Abeking (1848–1886) und dessen Ehefrau Clara Sophie Dinglinger (1856–1911) geboren, beide Eltern waren Mitglieder der französischen Kolonie in Berlin. Er studierte an den Kunstakademien in Dresden und Berlin und war dann in Berlin-Charlottenburg ansässig und wollte sich eigentlich als Werbegrafiker betätigen.
Mit zwanzig Jahren erhielt er den Auftrag zur Illustration des Buches „Hugdietrichs Brautfahrt“ von Rideamus, das große Interesse an dieser im humorvollen Jugendstil erstellten Arbeit ließen ihn schnell zu einem erfolgreichen Karikaturisten werden. Abeking war Buchillustrator, arbeitete für den Ullstein Verlag, war Karikaturist für die Lustigen Blätter, die sozialdemokratischen Satirezeitschriften Der wahre Jacob und Lachen links, die Berliner Illustrirte Zeitung wie auch für die Satirezeitschrift Ulk. Mit seinen Zeichnungen war er 1907 und 1910 auf den Ausstellungen im Glaspalast München sowie 1909 und 1921 auf der Großen Berliner Kunstausstellung vertreten. Er war Mitglied im Verband deutscher Illustratoren.
1903 heiratete Abeking die Malerin Bianka Anna Elly Grube. Die Familie kaufte 1904 als Sommerresidenz die Büdnereien 14/15 in Althagen auf dem Fischland. 1904 wurde die Tochter Ortrud und 1909 der Sohn Thomas geboren. In Ahrenshoop pflegte die Familie einen großen Freundeskreis, zu dem unter anderem George Grosz zählte. Nach der Teilnahme am Ersten Weltkrieg widmete er sich zunächst der Malerei, wobei sich seine depressive Gemütslage in düsteren, teils surrealen Bildern ausdrückte. Ab den 1920er Jahren war er wieder als Zeichner humoristischer Illustrationen etwa über das Fischländer Badeleben aktiv. Der Beginn des Nationalsozialismus und die einsetzenden Verfolgungen führten zu einem inneren Rückzug Abekings, seine Gesundheit verschlechterte sich zunehmend, er starb 1939 an Altersschwäche. Sein Grab befindet sich auf dem Friedhof II der Französisch-Reformierten Gemeinde in der Berliner Liesenstraße.
Auch seine Kinder waren in ihrem Berufsleben künstlerisch tätig: die Tochter Ortrud Elly Abeking (1904–1977) als Schauspielerin und Malerin, der Sohn Thomas Abeking (1909–1986) als Grafiker und Architekt.
Hermann Abekings älterer Bruder Georg Hermann Abeking (1881–1970) war Maschinenbau-Ingenieur und Mitbegründer der Yacht-Werft Abeking & Rasmussen in Lemwerder bei Bremen. Seine jüngere Schwester Clara Agnes Abeking (* 1885) war von 1909 bis 1922 mit dem Bildhauer Alexander Höfer verheiratet. Seine Tante Clara Helene Louise Abeking (1836–1919) war mit dem Philosophen Constantin Rößler verheiratet. Seine Tante Maria Anna Pauline Wolff (* 1855), zweite Frau des Mediziners Ernst Louis Paul Abeking (* 1843), war eine Tochter des Malers und Professors Johann Eduard Wolff.

## Werke (Auswahl)

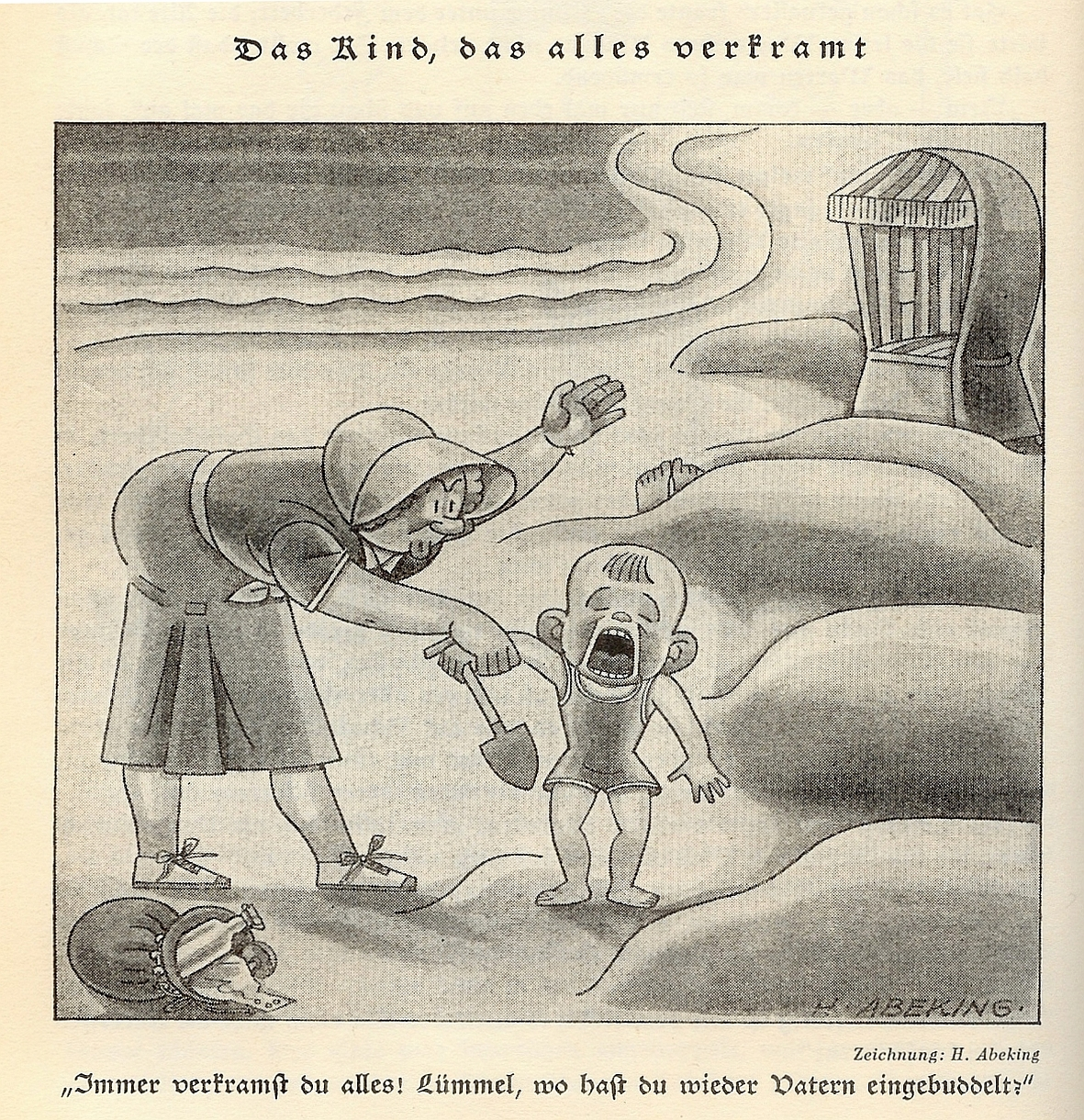
Das Kind, das alles verkramt (1939)

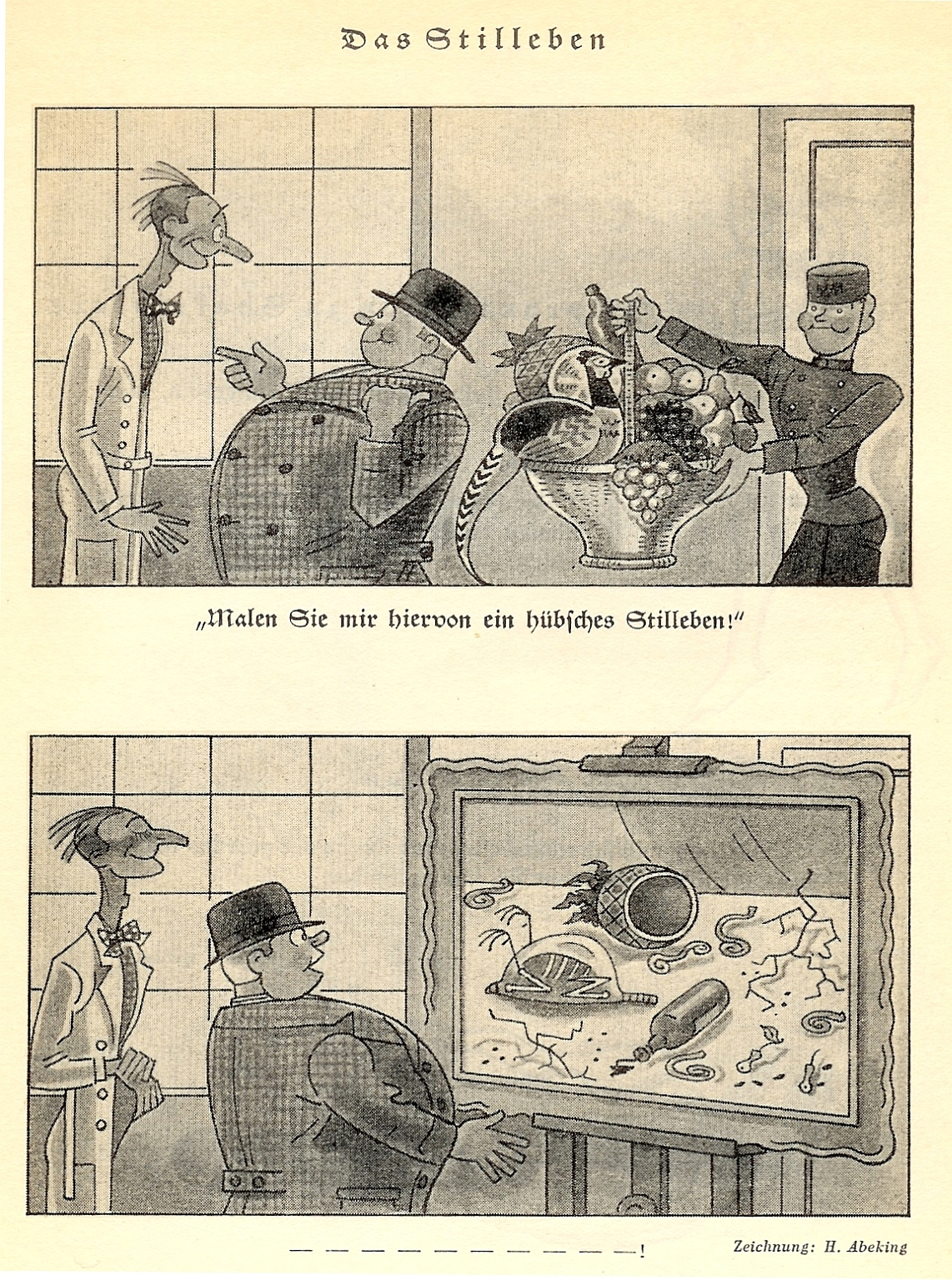
Das Stilleben (1939)

### Illustrator
- Rideamus (pseud. des Fritz Oliven): Hugdietrichs Brautfahrt: eine romantische Liebesgeschichte in sieben Gesängen. 1902
- Stollwerck Sammel-Album No. 12. „Humor in Wort und Bild“. Verlag von Gebrüder Stollwerck, Köln und Berlin 1911
- Friedrich Kipp: Der Segen des Reichtums: Eine Verssatire. Berlin 1911
- Siegfried Herzog: Vor dem Kadi – Lustige Funken aus Morgenland und Abendland. Berlin um 1920
- Das Mampampe-Buch. Für Thomas Abeking von seinem Vater. Leipzig 1921[7]
- Wilhelm Cremer: Das Galgenmännlein. Abenteuerliche Geschichten. Berlin 1923
- Hermann Schoenhoff: Schwabenstreiche. 1923
- Fritz Baade: Schweinefibel oder Was jeder Bauer vor dem Decken seiner Sauen bedenken muß. Reichsforschungsstelle für landwirtschaftliches Marktwesen, Berlin 1930
- Käthe Miethe: So reiten sie in Althagen. In: Mecklenburgische Monatshefte. 1933[8]
- C. M. Köhn (Hrsg.): Wer lächelt mit? Eine Sammlung deutschen Humors aus alter, neuer und jüngster Zeit als stets bereite Hausapotheke. DBG, Berlin 1939

### Maler
- Ehelicher Zwist; Im Kaffeehaus; Das süße Geheimnis, Zeichnungen, 1907
- Lendenmain; Mein Haus, Zeichnungen, 1910 (alle Glaspalast München)
- Der Witwer; „Was man in der Jugend wünscht, hat man im Alter in Fülle“; Lockung, Zeichnungen, 1909, (Große Berliner Kunstausstellung).
- Blick auf Niedergrunstädt bei Weimar, Öl auf Leinwand, 81 × 113 cm, 1920.
- Der glückliche Vater, Öl auf Leinwand, 62 × 100 cm, um 1925.
- Selbstporträt mit Geliebter, Öl auf Leinwand, 79 × 98 cm, um 1930.
- Fisch bohrt Boot, Öl auf Leinwand.